# Вурманкасы (Алманчинское сельское поселение)
Вурманкасы́ (чув. Вӑрманкас) — деревня в Красноармейском муниципальном округе Чувашской Республики.

## География
Находится в северной части Чувашии, на расстоянии приблизительно 7 км на юго-восток по прямой от районного центра села Красноармейское.

## История
Известна с 1795 года как околоток села Алманчино с 14 дворами. В 1859 году было учтено 34 двора и 189 жителей, в 1906 — 54 двора, 259 жителей, в 1926 — 60 дворов, 277 жителей, в 1939—346 жителей, в 1979 — 72 двора, 215 человек. В 2002 году было 63 двора, в 2010 — 43 домохозяйства. В 1930 году был образован колхоз «Сила», в 2010 году действовал СХПК «Гигант». До 2021 года входила в состав Алманчинского сельского поселения до его упразднения.

## Население
Постоянное население составляло 133 человека (чуваши 98 %) в 2002 году, 109 в 2010.